# Хозяйка (телесериал, 1995)
«Хозяйка» (исп. La dueña) — мексиканский 95-серийный телесериал 1995 года производства Televisa.

## Сведения о телесериале

### Сюжет
Рехина Вильяреаль — молодая красивая женщина, которой оставили огромное наследство родители перед смертью. Её тетя Беренисе заменила ей маму, после её смерти, но её дочь Лаура, её двоюродная сестра ненавидит её, и делает всё, чтобы всё наследство Рехины перешли им с мамой, к тому же Лаура заставляет её страдать. Рехина влюбилась в Маурисио, и вдруг Лаура отбила у неё жениха, и тогда сердце Рехины оказалось полностью разбитым, она стала холодной и озлобленной. Она приняла решение покинуть свой дом и уехать далеко на ранчо.

### Награды и премии
Телесериал был 10 раз номинирован на премию TVyNovelas, из которой победу одержали 4 номинации, плюс к этому телесериал был 9 раз номинирован на премии ACE, El Heraldo и Sol de Oro, из которых победу одержали ещё 6 номинаций. Итог — телесериал был номинирован 19 раз, из которых победил в 10 из них.

## Создатели телесериала

### В ролях
- Анхелика Ривера — Regina Villarreal «La dueña»
- Франсиско Гатторно — José María Cortés
- Синтия Клитбо — Laura Castro Villareal
- Норма Эррера — Berenice Villareal Vda. de Castro
- Eduardo Santamarina — Mauricio Padilla
- Salvador Sánchez — Macario Robles
- Rosita Quintana — Emma de Cortés
- Josefina Echánove — Martina Garmendia
- Рауль Рамирес — Severiano Cortés"
- Georgina Pedret — Patricia Castelo
- Aylín Mújica — Fabiola Hernández
- Пати Диас — Blanca «Blanquita» López
- Jorge del Campo — Don Anselmo Morales
- Мигель Писарро — Octavio Acosta
- Марко Уриэль — Ismael Andrade
- Eugenia Avendaño — Silvia de Hernández
- Марио Касильяс — Manuel Hernández
- Eduardo López Rojas — Gregorio «Goyo» Mendoza
- Lucía Guilmáin — Consuelo «Chelo» Vda. López
- Yula Pozo — Armida Gómez
- Gilberto Román — Leandro Rentería
- Мариана Карр — Julieta de Rentería
- Claudia Eliza Aguilar — Aurelia
- Roberto Ramírez Garza — Padre Abel
- Jesús Arriaga — Lucio Madrigal
- Horacio Vera — Fortunato Herrera
- Antonio Miguel — Padre Juan Suárez
- Gerardo Gallardo — Omar
- Maickol Segura — Chuy
- Viridiana Segura — Lolita
- José Antonio Ferral — Ezequiel García
- Claudia Cañedo — Sonia Fuentes
- Vicky Rodel — Aída
- Claudia Benedetti
- Simone Brook — Dora Montes
- Dulce Esperanza
- Лорена Альварес
- Daniela Luján — Regina Villarreal Rangel (niña)
- Katalina Krueger — Laura Castro Rangel (niña)
- Isaías Mino — Síndico municipal Atilino Salazar
- Arturo Muñoz — Amigo de Ezequiel
- Luis Reynoso — Comandante Jesús Reyna
- Dolores Salomón — Paquita
- Ángeles Balvanera — Panchita
- Enio Mejía — Don Agustín
- Juan Antonio Gómez — Bernardo Martínez
- Beatriz Monroy — Mujer chismosa #1
- Linda Elizabeth — Mujer chismosa #2
- Fernanda Franco — Mujer chismosa #3
- Alea Yólotl — Chela
- Franco Javier — Salomón
- Gabriela Cuéllar — Juana

### Административная группа

#### Либретто
- оригинальный текст: Inés Rodena
- сценарий: María del Carmen Peña, Carlos Daniel González, Alejandro Orive
- телевизионная версия: Carlos Daniel González, Alejandro Orive
- адаптация: María del Carmen Peña

#### Режиссура
- режиссёр-постановщик: Roberto Gómez Fernández

#### Музыка
- тема музыкальной заставки: Tengo todo contigo
- автор музыкальной заставки: Roberto Gómez Bolaños
- композитор: Alberto Ángel «El Cuervo»
- музыкальный аранжировщик: Rodolfo «Popo» Sánchez
- музыкальное качество: Juan López

#### Художественная часть
- художник-постановщик: José Luis Gómez
- художник по декорациям: Manuel Domínguez
- художник по костюмам: Joelle Launay

#### Администраторы
- выпуск серии: Fernando Valdés, Martín Márquez
- начальник производства: Illiana Caro
- координатор производства: Pablo Martínez, Laura Mezta
- ассоциированный продюсер: Alfredo González Fernández
- генеральный продюсер: Florinda Meza García

## Дубляж на русский язык
На русский язык роли озвучивали актёры Вадим Андреев и Людмила Ильина. Телесериал был показан на телеканале 2x2 в 1996 г.